# Gary Kroeger
Gary Kroeger (* 13. April 1957 in Cedar Falls, Iowa) ist ein US-amerikanischer Schauspieler.

## Leben
Gary Kroeger wurde 1957 in Cedar Falls, im US-Bundesstaat Iowa geboren. Er besuchte die Northern University High School, die Northwestern University School of Communication und die Northwestern University.
Kroeger war von 1982 bis 1985 in 56 Folgen Teil von Saturday Night Live. 1988 folgte sein Spielfilmdebüt in dem Film Tajna manastirske rakije.
2016 kandidierte er für das Iowa State House.
Zwischen 1997 und 2007 war er mit Leigh Kroeger verheiratet und sei 2017 mit Shannon Alexander.

## Filmografie
- 1982–1985: Saturday Night Live (Fernsehserie, 56 Folgen)
- 1987: Spies (Fernsehserie)
- 1987: Walt Disneys bunte Welt (Walt Disney’s Wonderful World of Color, Fernsehserie, Folge 32x03)
- 1988: Harrys wundersames Strafgericht (Night Court, Fernsehserie, Folge 5x20)
- 1988: Tajna manastirske rakije (Secret Ingredient)
- 1989: The Big Picture
- 1989: Killer Kid (Deadly Weapon)
- 1989: Comic Strip Live (Fernsehserie)
- 1989, 1992: Mord ist ihr Hobby (Murder, She Wrote, Fernsehserie, 2 Folgen)
- 1990: A Man Called Sarge
- 1990: Goin’ to Chicago
- 1990: Drei Frauen für Archie (Archie: To Riverdale and Back Again, Fernsehfilm)
- 1991: Columbo: Tödlicher Jackpot (Death Hits the Jackpot, Fernsehfilm)
- 1993: L.A. Law – Staranwälte, Tricks, Prozesse (L.A. Law, Fernsehserie, Folge 7x09 Was alles durch die Nase geht)
- 1993: Ehekriege (Civil Wars, Fernsehserie, Folge 2x16)
- 1993: Batman (Batman: The Animated Series, Fernsehserie, Folge 2x05 Arzt der Unterwelt, Sprechrolle)
- 1994: Radioland Murders – Wahnsinn auf Sendung (Radioland Murders)
- 1995: Grandpa’s Funeral (Fernsehfilm)
- 1997: Java Heads: The Movie
- 1999: Dancing in the Shadows
- 1999: Carlo’s Wake
- 1999–2000: Dilbert (Fernsehserie, 30 Folgen, Sprechrolle)
- 2002: Hidden Hills (Fernsehserie, 2 Folgen)
- 2004: Lass es, Larry! (Curb Your Enthusiasm, Fernsehserie, Folge 4x04 Der Wettermoderator)
- 2013: After Life
- 2014: A Place for Heroes
- 2019: Run